# Asem Gede
Asem Gede is een bestuurslaag in het regentschap Jombang van de provincie Oost-Java, Indonesië. Asem Gede telt 766 inwoners (volkstelling 2010).